# 58-а армия (Русия)
 Тази статия е за армията на Русия.  За армията на СССР вижте 58-а армия (СССР).  
58-а армия е войсково съединение на Въоръжените сили на Русия в състава на Южния военен окръг, дислоцирана във и около Владикавказ.

## История
Сформирана е в Северно-кавказкия военен окръг на 17 март 1995 г.
Армията влиза в боеве в Първата чеченска война от 1994 до 1996 г. По време на Втората чеческа война се отправят множество обвинения за нарушения на човешките права срещу нейния командващ генерал Владимир Шаманов. Последните протести на чеченци срещу неговата военна част „Изток“ са проведени на 15 юли 2008 година.
От 8 август 2008 година 58-а армия е прехвърлена през тунела Роки в Грузия, където заема позиции в Южна Осетия и влиза в бойни действия срещу грузински войски.
Командир на 58-армия по време на Кавказкия конфликт през 2008 г. е Анатолий Хрульов. По време на сражения в Цхинвали той е ранен.
След разрастването на конфликта генерал Шаманов води бойни части на 58-а армия в настъплението на Абхазия към Грузия и превзема град Сенаки. Части на 58-армия завземат Кодорското дефиле, както и грузински населени места, сред които са и градовете Гори, Сенаки, Зугдиди и Поти.

## Техника
В своите действия армията се координира с 4-та военновъздушна армия. През август 2008, непосредствено преди Руско-грузинската война година армията разполага с 609 танка, почти 2000 БМП и БТР, 125 миномети и други оръдия, 190 установки Град и 450 зенитни системи.
В състава на 58-а общовойскова армия влизат:
- 19-а гвардейска мотострелкова дивизия
  - 135-и мотострелкови полк – „Прохладный“
  - 503-ти гвардейски мотострелкови полк – „Троицкое“
- 42-ра гвардейска мотострелкова дивизия
- 33-та отделна планинска мотострелкова бригада
- 34-та отделна планинска мотострелкова бригада
- 131-ва отделна мотострелкова бригада
- 136-а гвардейска отделна мотострелкова бригада
- 205-а отделна мотострелкова бригада
- 135-а отделен мотострелкови полк
- 67-а зенитно-ракетна бригада

а също така други съединения и части